# Теломер
Теломерите (от гръцки telos – край и meros – част) са окончанията на хромозомите. Едно нагледно сравнение за мястото на теломерите в хромозомата ги оприличава на накрайници на връзките за обувки. Теломерните участъци на хромозомите се характеризират с неспособност да се съединяват с други хромозоми или с техни фрагменти и изпълняват защитна функция.
Терминът „теломер“ е предложен от Херман Джоузеф Мьолер през 1932 г..
При повечето еукариоти теломерите са съставени от специализирана линейна хромозомна ДНК, състояща се от къси последователности. В теломерните участъци ДНК заедно със специфично свързващите се с нея протеини образува нуклеопротеинен комплекс, наречен структурен теломерен хетерохроматин.
Теломерните последователности са доста консервативни последователности, например при всички гръбначни повторенията се състоят от шест нуклеотида TTAGGG, при всички насекоми от 5 – TTAGG, при повечето от растенията – от 7: TTTAGGG.
Учени от университета в Кардиф (Cardiff University) са установили, че критичната дължина на човешкия теломер, при който хромозомите започват да се съединяват един с друг, е 12,8 теломерни повторения.
При всеки цикъл на делене теломерните участъци се скъсяват поради неспособността на ДНК-полимеразата да синтезира копие на самия край на хромозомата. Тя може само да добавя нуклеотиди към вече съществуваща 3’-хидроксилна група. По тази причина ДНК-полимеразата се нуждае от праймер (на английски: primer) към който може да бъде добавен първият нуклеотид. Този феномен се нарича краева недорепликация и е един от най-важните фактори на биологичното стареене.
Съществува специален ензим – теломераза, който с помощта на своя собствена РНК-матрица достроява и удължава теломерните последователности. В повечето диференцирани клетки теломеразата е блокирана, но в стволовите и в половите клетки тя е активна.
Елизабет Блекбърн, Карол Грейдър и Джак Шостак получават Нобеловата награда по физиология или медицина за 2009 г. за откритието на защитните механизми при хромозомите от краева недорепликация с помощта на теломерите и теломеразата.